# Qualificatórias para o Campeonato Europeu de Voleibol Feminino de 2023
Este artigo mostra a fase de qualificação para o Campeonato Europeu de Voleibol Feminino de 2023. Ao total, 24 equipes disputaram a fase de qualificação, que ocorreu de 20 de agosto a 11 de setembro de 2022, qualificando para a fase principal do torneio as duas melhores equipes de cada grupo.

## Regulamento
A fase qualificatória do Campeonato Europeu de 2023 foi divido em seis grupos com quatro equipes jogando entre si partidas de ida e volta.

## Equipes participantes
Os grupos foram definidos de acordo com o ranking da CEV de 1 de janeiro de 2022. As classificações são mostradas entre parênteses. Entre parênteses está a posição de cada equipe antes do início da competição.
| Grupo A          | Grupo B         | Grupo C       | Grupo D         | Grupo E         | Grupo F                   |
| ---------------- | --------------- | ------------- | --------------- | --------------- | ------------------------- |
| Croácia (10)     | Chéquia (11)    | Ucrânia (13)  | Eslovênia (14)  | Eslováquia (15) | Grécia (17)               |
| Israel (24)      | Finlândia (23)  | Hungria (22)  | Áustria (20)    | Espanha (19)    | Bósnia e Herzegovina (18) |
| Romênia (25)     | Montenegro (26) | Portugal (27) | Azerbaijão (28) | Dinamarca (29)  | Noruega (30)              |
| Ilhas Feroé (40) | Islândia (36)   | Chipre (35)   | Geórgia (34)    | Letônia (33)    | Suíça (31)                |

## Critérios de classificação nos grupos
1. Número de vitórias;
2. Pontos;
3. Razão de sets;
4. Razão de pontos;
5. Resultado da última partida entre os times empatados.

- Placar de 3–0 ou 3–1: 3 pontos para o vencedor, nenhum para o perdedor;
- Placar de 3–2: 2 pontos para o vencedor, 1 para o perdedor.

## Resultados
- As partidas seguem o horário local.

|  | Qualificado para o Campeonato Europeu de 2023 |

### Grupo A
|     |             |     | Jogos | Jogos | Jogos | Resultados | Resultados | Resultados | Resultados | Resultados | Resultados | Sets | Sets | Sets  | Pontos | Pontos | Pontos |
| Pos | Equipe      | Pts | T     | V     | D     | 3–0        | 3–1        | 3–2        | 2–3        | 1–3        | 0–3        | V    | P    | R     | V      | P      | R      |
| --- | ----------- | --- | ----- | ----- | ----- | ---------- | ---------- | ---------- | ---------- | ---------- | ---------- | ---- | ---- | ----- | ------ | ------ | ------ |
| 1   | Romênia     | 14  | 6     | 5     | 1     | 3          | 1          | 1          | 0          | 1          | 0          | 16   | 6    | 2.667 | 514    | 391    | 1.315  |
| 2   | Croácia     | 14  | 6     | 5     | 1     | 2          | 2          | 1          | 0          | 1          | 0          | 16   | 7    | 2.286 | 551    | 439    | 1.255  |
| 3   | Israel      | 8   | 6     | 2     | 4     | 2          | 0          | 0          | 2          | 1          | 1          | 11   | 12   | 0.917 | 483    | 481    | 1.004  |
| 4   | Ilhas Feroé | 0   | 6     | 0     | 6     | 0          | 0          | 0          | 0          | 0          | 6          | 0    | 18   | 0,000 | 213    | 450    | 0.473  |

| Data   | Hora  |             | Placar |             | Set 1 | Set 2 | Set 3 | Set 4 | Set 5 | Total   | Relatório |
| ------ | ----- | ----------- | ------ | ----------- | ----- | ----- | ----- | ----- | ----- | ------- | --------- |
| 20 ago | 17:00 | Romênia     | 3–0    | Israel      | 25–16 | 25–13 | 25–10 |       |       | 75–39   | Relatório |
| 21 ago | 19:00 | Croácia     | 3–0    | Ilhas Feroé | 25–8  | 25–10 | 25–15 |       |       | 75–33   | Relatório |
| 24 ago | 19:00 | Ilhas Feroé | 0–3    | Romênia     | 18–25 | 10–25 | 11–25 |       |       | 39–75   | Relatório |
| 24 ago | 19:30 | Israel      | 1–3    | Croácia     | 28–26 | 20–25 | 29–31 | 16–25 |       | 93–107  | Relatório |
| 27 ago | 19:30 | Israel      | 3–0    | Ilhas Feroé | 25–12 | 25–15 | 25–16 |       |       | 75–43   | Relatório |
| 28 ago | 19:00 | Croácia     | 3–1    | Romênia     | 25–27 | 25–21 | 25–20 | 25–17 |       | 100–85  | Relatório |
| 3 set  | 17:00 | Romênia     | 3–1    | Croácia     | 19–25 | 25–21 | 25–19 | 25–18 |       | 94–83   | Relatório |
| 4 set  | 17:00 | Ilhas Feroé | 0–3    | Israel      | 9–25  | 11–25 | 15–25 |       |       | 35–75   | Relatório |
| 7 set  | 17:00 | Romênia     | 3–0    | Ilhas Feroé | 25–13 | 25–6  | 25–15 |       |       | 75–34   | Relatório |
| 7 set  | 19:00 | Croácia     | 3–2    | Israel      | 25–22 | 22–25 | 23–25 | 26–24 | 15–9  | 111–105 | Relatório |
| 11 set | 17:00 | Ilhas Feroé | 0–3    | Croácia     | 10–25 | 6–25  | 13–25 |       |       | 29–75   | Relatório |
| 11 set | 19:30 | Israel      | 2–3    | Romênia     | 25–22 | 15–25 | 21–25 | 25–23 | 10–15 | 96–110  | Relatório |

### Grupo B
|     |            |     | Jogos | Jogos | Jogos | Resultados | Resultados | Resultados | Resultados | Resultados | Resultados | Sets | Sets | Sets   | Pontos | Pontos | Pontos |
| Pos | Equipe     | Pts | T     | V     | D     | 3–0        | 3–1        | 3–2        | 2–3        | 1–3        | 0–3        | V    | P    | R      | V      | P      | R      |
| --- | ---------- | --- | ----- | ----- | ----- | ---------- | ---------- | ---------- | ---------- | ---------- | ---------- | ---- | ---- | ------ | ------ | ------ | ------ |
| 1   | Chéquia    | 18  | 6     | 6     | 0     | 5          | 1          | 0          | 0          | 0          | 0          | 18   | 1    | 18,000 | 475    | 322    | 1.475  |
| 2   | Finlândia  | 12  | 6     | 4     | 2     | 2          | 2          | 0          | 0          | 0          | 2          | 12   | 8    | 1.500  | 476    | 404    | 1.178  |
| 3   | Montenegro | 6   | 6     | 2     | 4     | 2          | 0          | 0          | 0          | 3          | 1          | 9    | 12   | 0.750  | 437    | 471    | 0.928  |
| 4   | Islândia   | 0   | 6     | 0     | 6     | 0          | 0          | 0          | 0          | 0          | 6          | 0    | 18   | 0,000  | 259    | 450    | 0.576  |

| Data   | Hora  |            | Placar |            | Set 1 | Set 2 | Set 3 | Set 4 | Set 5 | Total  | Relatório |
| ------ | ----- | ---------- | ------ | ---------- | ----- | ----- | ----- | ----- | ----- | ------ | --------- |
| 20 ago | 18:00 | Chéquia    | 3–0    | Islândia   | 25–14 | 25–5  | 25–17 |       |       | 75–36  | Relatório |
| 21 ago | 17:30 | Montenegro | 1–3    | Finlândia  | 25–23 | 12–25 | 14–25 | 24–26 |       | 75–99  | Relatório |
| 24 ago | 18:00 | Montenegro | 3–0    | Islândia   | 25–7  | 25–18 | 25–17 |       |       | 75–42  | Relatório |
| 24 ago | 18:30 | Finlândia  | 0–3    | Chéquia    | 24–26 | 20–25 | 23–25 |       |       | 67–76  | Relatório |
| 27 ago | 18:00 | Chéquia    | 3–0    | Montenegro | 25–14 | 25–17 | 25–21 |       |       | 75–52  | Relatório |
| 27 ago | 18:00 | Finlândia  | 3–0    | Islândia   | 25–19 | 25–16 | 25–13 |       |       | 75–48  | Relatório |
| 3 set  | 15:00 | Islândia   | 0–3    | Finlândia  | 15–25 | 12–25 | 19–25 |       |       | 46–75  | Relatório |
| 4 set  | 17:30 | Montenegro | 1–3    | Chéquia    | 14–25 | 26–24 | 22–25 | 14–25 |       | 76–99  | Relatório |
| 7 set  | 18:00 | Chéquia    | 3–0    | Finlândia  | 25–19 | 25–18 | 25–21 |       |       | 75–58  | Relatório |
| 7 set  | 18:30 | Islândia   | 0–3    | Montenegro | 23–25 | 20–25 | 11–25 |       |       | 54–75  | Relatório |
| 10 set | 17:00 | Finlândia  | 3–1    | Montenegro | 25–17 | 25–20 | 27–29 | 25–18 |       | 102–84 | Relatório |
| 11 set | 15:00 | Islândia   | 0–3    | Chéquia    | 15–25 | 10–25 | 8–25  |       |       | 33–75  | Relatório |

### Grupo C
|     |          |     | Jogos | Jogos | Jogos | Resultados | Resultados | Resultados | Resultados | Resultados | Resultados | Sets | Sets | Sets  | Pontos | Pontos | Pontos |
| Pos | Equipe   | Pts | T     | V     | D     | 3–0        | 3–1        | 3–2        | 2–3        | 1–3        | 0–3        | V    | P    | R     | V      | P      | R      |
| --- | -------- | --- | ----- | ----- | ----- | ---------- | ---------- | ---------- | ---------- | ---------- | ---------- | ---- | ---- | ----- | ------ | ------ | ------ |
| 1   | Ucrânia  | 17  | 6     | 6     | 0     | 5          | 0          | 1          | 0          | 0          | 0          | 18   | 2    | 9,000 | 489    | 325    | 1.505  |
| 2   | Hungria  | 13  | 6     | 4     | 2     | 4          | 0          | 0          | 1          | 0          | 1          | 14   | 6    | 2.333 | 444    | 368    | 1.207  |
| 3   | Portugal | 6   | 6     | 2     | 4     | 2          | 0          | 0          | 0          | 0          | 4          | 6    | 12   | 0.500 | 345    | 392    | 0.880  |
| 4   | Chipre   | 0   | 6     | 0     | 6     | 0          | 0          | 0          | 0          | 0          | 6          | 0    | 18   | 0,000 | 257    | 450    | 0.571  |

| Data   | Hora  |          | Placar |          | Set 1 | Set 2 | Set 3 | Set 4 | Set 5 | Total  | Relatório |
| ------ | ----- | -------- | ------ | -------- | ----- | ----- | ----- | ----- | ----- | ------ | --------- |
| 20 ago | 18:00 | Portugal | 0–3    | Hungria  | 18–25 | 18–25 | 14–25 |       |       | 50–75  | Relatório |
| 20 ago | 18:00 | Ucrânia  | 3–0    | Chipre   | 25–17 | 25–14 | 25–9  |       |       | 75–40  | Relatório |
| 24 ago | 18:00 | Hungria  | 2–3    | Ucrânia  | 25–23 | 16–25 | 16–25 | 28–26 | 12–15 | 97–114 | Relatório |
| 24 ago | 20:00 | Chipre   | 0–3    | Portugal | 11–25 | 22–25 | 20–25 |       |       | 53–75  | Relatório |
| 27 ago | 17:45 | Hungria  | 3–0    | Chipre   | 25–13 | 25–10 | 25–17 |       |       | 75–40  | Relatório |
| 28 ago | 18:00 | Ucrânia  | 3–0    | Portugal | 25–17 | 25–21 | 25–8  |       |       | 75–46  | Relatório |
| 3 set  | 20:00 | Chipre   | 0–3    | Hungria  | 13–25 | 19–25 | 7–25  |       |       | 39–75  | Relatório |
| 4 set  | 18:00 | Portugal | 0–3    | Ucrânia  | 21–25 | 16–25 | 12–25 |       |       | 49–75  | Relatório |
| 7 set  | 18:00 | Ucrânia  | 3–0    | Hungria  | 25–16 | 25–15 | 25–16 |       |       | 75–47  | Relatório |
| 7 set  | 21:00 | Portugal | 3–0    | Chipre   | 25–16 | 25–10 | 25–13 |       |       | 75–39  | Relatório |
| 10 set | 19:00 | Hungria  | 3–0    | Portugal | 25–16 | 25–17 | 25–17 |       |       | 75–50  | Relatório |
| 10 set | 20:00 | Chipre   | 0–3    | Ucrânia  | 15–25 | 14–25 | 17–25 |       |       | 46–75  | Relatório |

### Grupo D
|     |            |     | Jogos | Jogos | Jogos | Resultados | Resultados | Resultados | Resultados | Resultados | Resultados | Sets | Sets | Sets  | Pontos | Pontos | Pontos |
| Pos | Equipe     | Pts | T     | V     | D     | 3–0        | 3–1        | 3–2        | 2–3        | 1–3        | 0–3        | V    | P    | R     | V      | P      | R      |
| --- | ---------- | --- | ----- | ----- | ----- | ---------- | ---------- | ---------- | ---------- | ---------- | ---------- | ---- | ---- | ----- | ------ | ------ | ------ |
| 1   | Eslovênia  | 17  | 6     | 6     | 0     | 3          | 2          | 1          | 0          | 0          | 0          | 18   | 4    | 4.500 | 522    | 413    | 1.264  |
| 2   | Azerbaijão | 12  | 6     | 4     | 2     | 3          | 1          | 0          | 0          | 2          | 0          | 14   | 7    | 2,000 | 475    | 405    | 1.173  |
| 3   | Áustria    | 7   | 6     | 2     | 4     | 2          | 0          | 0          | 1          | 1          | 2          | 9    | 12   | 0.750 | 433    | 455    | 0.952  |
| 4   | Geórgia    | 0   | 6     | 0     | 6     | 0          | 0          | 0          | 0          | 0          | 6          | 0    | 18   | 0,000 | 296    | 453    | 0.653  |

| Data   | Hora  |            | Placar |            | Set 1 | Set 2 | Set 3 | Set 4 | Set 5 | Total  | Relatório |
| ------ | ----- | ---------- | ------ | ---------- | ----- | ----- | ----- | ----- | ----- | ------ | --------- |
| 20 ago | 18:00 | Azerbaijão | 3–0    | Geórgia    | 28–26 | 25–11 | 25–20 |       |       | 78–57  | Relatório |
| 20 ago | 19:30 | Eslovênia  | 3–0    | Áustria    | 25–21 | 25–12 | 28–26 |       |       | 78–59  | Relatório |
| 24 ago | 17:00 | Geórgia    | 0–3    | Azerbaijão | 14–25 | 14–25 | 7–25  |       |       | 35–75  | Relatório |
| 24 ago | 20:25 | Áustria    | 2–3    | Eslovênia  | 17–25 | 25–14 | 19–25 | 29–27 | 9–15  | 99–106 | Relatório |
| 27 ago | 17:00 | Geórgia    | 0–3    | Eslovênia  | 17–25 | 12–25 | 23–25 |       |       | 52–75  | Relatório |
| 28 ago | 18:00 | Azerbaijão | 3–0    | Áustria    | 25–19 | 25–19 | 25–13 |       |       | 75–51  | Relatório |
| 3 set  | 17:00 | Geórgia    | 0–3    | Áustria    | 17–25 | 18–25 | 18–25 |       |       | 53–75  | Relatório |
| 3 set  | 18:00 | Azerbaijão | 1–3    | Eslovênia  | 11–25 | 25–19 | 18–25 | 21–25 |       | 75–94  | Relatório |
| 7 set  | 15:30 | Eslovênia  | 3–1    | Azerbaijão | 25–16 | 25–18 | 19–25 | 25–15 |       | 94–74  | Relatório |
| 7 set  | 20:25 | Áustria    | 3–0    | Geórgia    | 25–10 | 25–19 | 25–16 |       |       | 75–45  | Relatório |
| 10 set | 15:30 | Eslovênia  | 3–0    | Geórgia    | 25–18 | 25–16 | 25–20 |       |       | 75–54  | Relatório |
| 10 set | 20:25 | Áustria    | 1–3    | Azerbaijão | 14–25 | 20–25 | 25–23 | 15–25 |       | 74–98  | Relatório |

### Grupo E
|     |            |     | Jogos | Jogos | Jogos | Resultados | Resultados | Resultados | Resultados | Resultados | Resultados | Sets | Sets | Sets  | Pontos | Pontos | Pontos |
| Pos | Equipe     | Pts | T     | V     | D     | 3–0        | 3–1        | 3–2        | 2–3        | 1–3        | 0–3        | V    | P    | R     | V      | P      | R      |
| --- | ---------- | --- | ----- | ----- | ----- | ---------- | ---------- | ---------- | ---------- | ---------- | ---------- | ---- | ---- | ----- | ------ | ------ | ------ |
| 1   | Eslováquia | 15  | 6     | 5     | 1     | 5          | 0          | 0          | 0          | 1          | 0          | 16   | 3    | 5.333 | 458    | 299    | 1.532  |
| 2   | Espanha    | 15  | 6     | 5     | 1     | 3          | 2          | 0          | 0          | 1          | 0          | 16   | 5    | 3.200 | 469    | 391    | 1.199  |
| 3   | Dinamarca  | 4   | 6     | 1     | 5     | 1          | 0          | 0          | 1          | 0          | 4          | 5    | 15   | 0.333 | 371    | 461    | 0.805  |
| 4   | Letônia    | 2   | 6     | 1     | 5     | 0          | 0          | 1          | 0          | 1          | 4          | 4    | 17   | 0.235 | 359    | 506    | 0.709  |

| Data   | Hora  |            | Placar |            | Set 1 | Set 2 | Set 3 | Set 4 | Set 5 | Total   | Relatório |
| ------ | ----- | ---------- | ------ | ---------- | ----- | ----- | ----- | ----- | ----- | ------- | --------- |
| 20 ago | 16:30 | Dinamarca  | 0–3    | Espanha    | 17–25 | 16–25 | 19–25 |       |       | 52–75   | Relatório |
| 20 ago | 18:00 | Eslováquia | 3–0    | Letônia    | 25–10 | 25–12 | 25–21 |       |       | 75–43   | Relatório |
| 24 ago | 19:30 | Espanha    | 3–1    | Eslováquia | 25–23 | 25–18 | 13–25 | 25–15 |       | 88–81   | Relatório |
| 24 ago | 19:30 | Letônia    | 3–2    | Dinamarca  | 25–21 | 25–23 | 17–25 | 20–25 | 16–14 | 103–108 | Relatório |
| 27 ago | 18:00 | Eslováquia | 3–0    | Dinamarca  | 25–8  | 25–13 | 25–13 |       |       | 75–34   | Relatório |
| 27 ago | 19:30 | Espanha    | 3–1    | Letônia    | 25–17 | 25–15 | 22–25 | 25–20 |       | 97–77   | Relatório |
| 4 set  | 17:00 | Letônia    | 0–3    | Espanha    | 14–25 | 15–25 | 16–25 |       |       | 45–75   | Relatório |
| 4 set  | 17:00 | Dinamarca  | 0–3    | Eslováquia | 20–25 | 14–25 | 8–25  |       |       | 42–75   | Relatório |
| 7 set  | 18:00 | Eslováquia | 3–0    | Espanha    | 27–25 | 25–13 | 25–21 |       |       | 77–59   | Relatório |
| 7 set  | 18:00 | Dinamarca  | 3–0    | Letônia    | 25–17 | 25–17 | 26–24 |       |       | 76–58   | Relatório |
| 11 set | 17:00 | Letônia    | 0–3    | Eslováquia | 10–25 | 14–25 | 9–25  |       |       | 33–75   | Relatório |
| 11 set | 17:00 | Espanha    | 3–0    | Dinamarca  | 25–16 | 25–21 | 25–22 |       |       | 75–59   | Relatório |

### Grupo F
|     |                      |     | Jogos | Jogos | Jogos | Resultados | Resultados | Resultados | Resultados | Resultados | Resultados | Sets | Sets | Sets  | Pontos | Pontos | Pontos |
| Pos | Equipe               | Pts | T     | V     | D     | 3–0        | 3–1        | 3–2        | 2–3        | 1–3        | 0–3        | V    | P    | R     | V      | P      | R      |
| --- | -------------------- | --- | ----- | ----- | ----- | ---------- | ---------- | ---------- | ---------- | ---------- | ---------- | ---- | ---- | ----- | ------ | ------ | ------ |
| 1   | Bósnia e Herzegovina | 15  | 6     | 5     | 1     | 3          | 2          | 0          | 0          | 0          | 1          | 15   | 5    | 3,000 | 477    | 387    | 1.233  |
| 2   | Grécia               | 12  | 6     | 4     | 2     | 4          | 0          | 0          | 0          | 1          | 1          | 13   | 6    | 2.167 | 449    | 372    | 1.207  |
| 3   | Suíça                | 9   | 6     | 3     | 3     | 2          | 1          | 0          | 0          | 2          | 1          | 11   | 10   | 1.100 | 491    | 456    | 1.077  |
| 4   | Noruega              | 0   | 6     | 0     | 6     | 0          | 0          | 0          | 0          | 0          | 6          | 0    | 18   | 0,000 | 248    | 450    | 0.551  |

| Data   | Hora  |                      | Placar |                      | Set 1 | Set 2 | Set 3 | Set 4 | Set 5 | Total  | Relatório |
| ------ | ----- | -------------------- | ------ | -------------------- | ----- | ----- | ----- | ----- | ----- | ------ | --------- |
| 20 ago | 20:30 | Grécia               | 3–0    | Suíça                | 25–17 | 26–24 | 25–23 |       |       | 76–64  | Relatório |
| 24 ago | 19:30 | Suíça                | 3–0    | Noruega              | 25–10 | 25–9  | 25–21 |       |       | 75–40  | Relatório |
| 24 ago | 20:00 | Bósnia e Herzegovina | 0–3    | Grécia               | 13–25 | 20–25 | 19–25 |       |       | 52–75  | Relatório |
| 27 ago | 20:00 | Bósnia e Herzegovina | 3–1    | Suíça                | 25–19 | 25–20 | 26–28 | 25–23 |       | 101–90 | Relatório |
| 27 ago | 20:30 | Grécia               | 3–0    | Noruega              | 25–12 | 25–16 | 25–11 |       |       | 75–39  | Relatório |
| 3 set  | 16:00 | Noruega              | 0–3    | Grécia               | 7–25  | 11–25 | 20–25 |       |       | 38–75  | Relatório |
| 3 set  | 18:30 | Suíça                | 1–3    | Bósnia e Herzegovina | 25–22 | 22–25 | 11–25 | 25–27 |       | 83–99  | Relatório |
| 7 set  | 18:00 | Noruega              | 0–3    | Suíça                | 18–25 | 17–25 | 20–25 |       |       | 55–75  | Relatório |
| 7 set  | 20:30 | Grécia               | 0–3    | Bósnia e Herzegovina | 21–25 | 22–25 | 20–25 |       |       | 63–75  | Relatório |
| 9 set  | 20:00 | Noruega              | 0–3    | Bósnia e Herzegovina | 8–25  | 6–25  | 14–25 |       |       | 28–75  | Relatório |
| 10 set | 19:00 | Bósnia e Herzegovina | 3–0    | Noruega              | 25–17 | 25–19 | 25–12 |       |       | 75–48  | Relatório |
| 11 set | 17:30 | Suíça                | 3–1    | Grécia               | 31–29 | 23–25 | 25–16 | 25–15 |       | 104–85 | Relatório |